# بادینوگو (غربی)
بادینگو شهری در شهرستان کونگوسی در استان بام در بورکینافاسوی شمالی است و جمعیت آن ۲۹۷ نفر است.